# Partições do campo (heráldica)

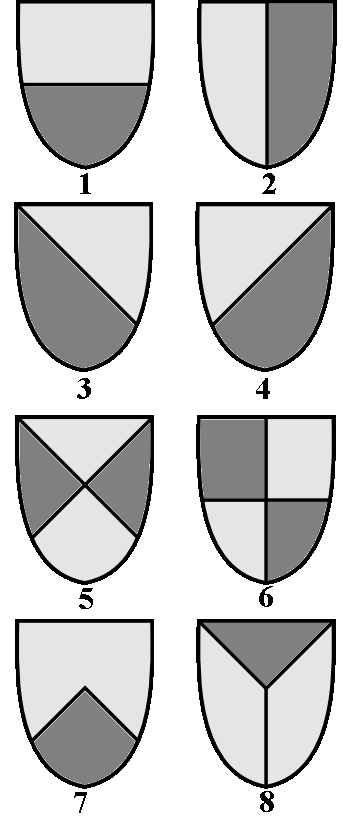
Partições do escudo

As partições de um escudo é um termo da heráldica que designa as diferentes formas de dividir um escudo e também cada parte que o divide.

## Partições

### Cortado (1)
Partição do escudo feita por uma linha horizontal, dividindo-o em duas partes iguais. 

### Partido (2)
Partição do escudo feita por uma linha vertical, dividindo-o em duas partes iguais. O lado esquerdo dessa linha vertical pode estar dividido ao meio, deixando o lado direito intacto.

### Fendido ou tranchado (3)
Partição do escudo feita por uma linha que vai desde o ângulo direito superior, ao ângulo esquerdo inferior, dividindo-o em duas partes iguais.

### Talhado (4)
Partição do escudo feita por uma linha que vai desde o ângulo esquerdo superior, ao ângulo direito inferior, dividindo-o em duas partes iguais.

### Franchado ou esquartelado em aspa (5)
A partição do escudo é feita pelo cruzamento de duas linhas diagonais, que se cruzam no centro; este tipo de partição é uma junção do fendido com o talhado.

### Esquartelado (6)
A partição do escudo é feita pelo cruzamento de duas linhas perpendiculares aos bordos, que se cruzam no centro; este tipo de partição é uma junção do cortado com o partido.

### Asna (7)
Esta partição representa um esquadro, ou a letra "V" invertida.

### Terciado (8)
A partição do escudo é feita em três partes. A partição em terciado pode subdividir-se em:
- Terciado em pala - dois traços paralelos na vertical.
- Terciado em faixa - dois traços paralelos na horizontal.
- Terciado em banda - dois traços paralelos na diagonal, orientados da direita para a esquerda.
- Terciado em barra - dois traços paralelos na diagonal, orientados da esquerda para a direita.
- Terciado em mantel (mantel significa a parte superior da partição).

### Gironado
A sobreposição, ou união, do esquartelado com o franchado, resulta na partição designada por gironado. Esta partição divide o escudo em oito partes triangulares denominadas girões.

### Xadrezado
A partição similar a esquartelado, mas com mais linhas perpendiculares. Esta partição divide o escudo em um número de partes quadradas, semelhante a um tabuleiro de xadrez.

## Exemplos

Escudo partido:  Comuna francesa de Cressy-sur-Somme
Escudo cortado: Cidade escocesa de Stonehaven
Escudo fendido: Município de Bachs, Zurich
Escudo talhado: Comuna francesa de Ventron
Escudo franchado ou esquartelado em aspa: Comuna francesa de Leudeville
Escudo esquartelado: Comuna francesa de Chelles (Seine-et-Marne)
Escudo em asna: Comuna francesa de Saint-Lubin-de-la-Haye
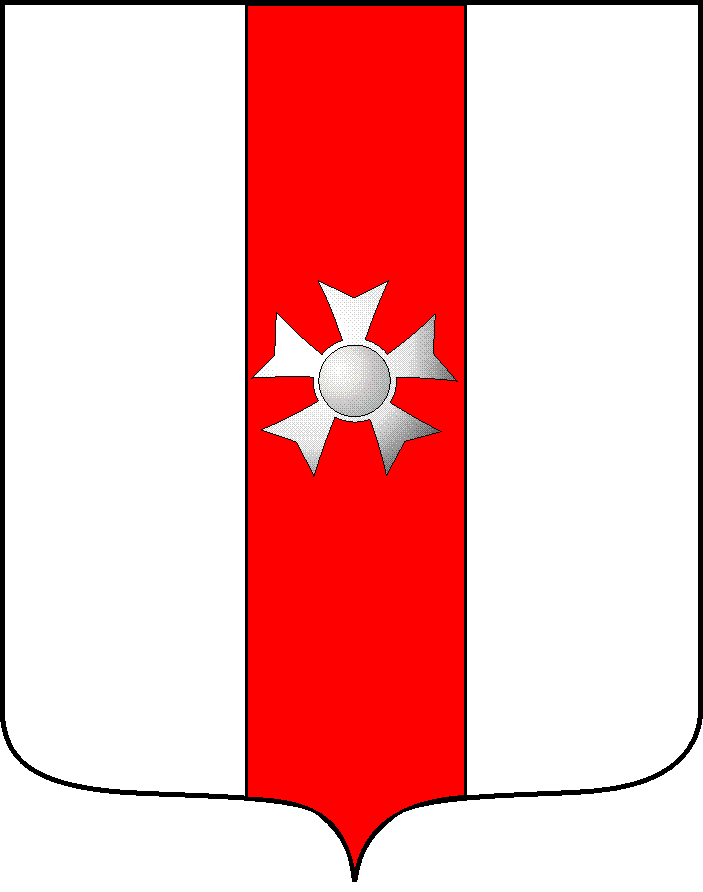
Terciado em pala: Cavaleiro da Legião de Honra
Terciado em faixa: Comuna francesa de Trégueux
Terciado em banda
Terciado em barra
Terciado em mantel: Comuna francesa de Coignières
Terciado em mantel
Escudo gironado:  Clã escocês de Campbell
Escudo xadrezado: Croácia (sem a coroa)

## Subpartições ou quartéis
Designa-se por quartel cada partição do escudo.